# Sumidouro e Cachoeira do Funil
O Sumidouro e a Cachoeira do Funil consistem em uma formação rochosa localizada na área rural do município de Santa Leopoldina-ES, a cerca de 2km da sede. É uma formação natural onde o Rio Santa Maria “desaparece” em meio às pedras e reaparece 200 metros depois. O atrativo foi tombado pelo Conselho Estadual de Cultura, conforme consta no Processo Nº 73/90 – CEC/ES.
Para chegar a este atrativo natural, percorre-se 2 km da Rodovia Estadual Afonso Schwab (ES-264), partindo da sede do município. Ao chegar á Ponte do Funil, que serve para vencer o vão sobre o Rio Santa Maria, é possível ver com facilidade o Sumidouro e a Cachoeira do Funil, já que a ponte fica em cima do leito seco.

"O rio tem contorno muito bonito, pois é todo encachoeirado. Até hoje não se sabe dizer se foi uma avalanche ou é próprio da natureza".
Há 157 anos, até Dom Pedro II ficou intrigado com um trecho do Rio Santa Maria, um dos principais do Espírito Santo, em que pedras se sobrepõem sob a passagem de água. [...] o monarca chegou a registrar sua visita ao local em um diário, escrevendo que estava 'encantado' com esse verdadeiro show da natureza.
1. ↑  «Santa Leopoldina – Sumidouro e Cachoeira do Funil | ipatrimônio». Consultado em 13 de setembro de 2022
2. 1 2 3  Prefeitura Municipal de Santa Leopoldina (2015). «PLANO MUNICIPAL DE SANEAMENTO BÁSICO» (PDF). Consultado em 12 de setembro de 2022
3. ↑  Permuy, Pedro (14 de julho de 2017). «Sumidouro do Funil: rio do ES 'desaparece' sob emaranhado de pedras». Gazeta Online. Consultado em 13 de setembro de 2022